# Gnathia piscivora
Gnathia piscivora is een pissebed uit de familie Gnathiidae. De wetenschappelijke naam van de soort is voor het eerst geldig gepubliceerd in 1977 door Paperna & Por.